# Ballerup Atletik Klub
Ballerup Atletik Klub er en dansk atletikklub stiftet 15. maj 1974 hjemmehørende i Ballerup Kommune. Klubben træningsfaciliteter findes på Ballerup Atletik Stadion med kunststofbelægning fra 1980.
Klubbens formand er Jesper Roug.

## Danske mesterskaber gennem tiderne
- Stephan Jensen 1990: 3000 meter-inde 8,26,72m
- Maria Lykke Jensen 2009: Spydkast, 48,94m
- Fredrik Thomsen 1993: 100m, 10.63s